# Coulonges-sur-l'Autize
Coulonges-sur-l'Autize è un comune francese di 2 423 abitanti situato nel dipartimento delle Deux-Sèvres nella regione della Nuova Aquitania.

## Società

### Evoluzione demografica
Abitanti censiti